# Municipio Chamula
Koordinaten: 16° 47′ N, 92° 41′ W
Chamula ist ein Municipio im Zentrum des mexikanischen Bundesstaats Chiapas. Das Municipio hat etwa 77.000 Einwohner und bedeckt 345,7 km². Größter Ort des Municipios und Verwaltungssitz ist das gleichnamige Chamula (3.329 Einwohner, auch San Juan Chamula).

## Geographie
Das Municipio Chamula liegt im Zentrum des mexikanischen Bundesstaats Chiapas auf Höhen zwischen 1200 m und 3000 m. Es zählt zur Gänze zur physiographischen Provinz der Sierra Madre de Chiapas und liegt gänzlich in der hydrologischen Region Grijalva-Usumacinta. Die Geologie des Municipios wird zu 69 % von Kalkstein bestimmt bei je etwa 11 % Tuff und Sandstein-Lutit; vorherrschende Bodentypen sind Luvisol (57 %), Alisol (17 %), Phaeozem (13 %) und Leptosol (12 %). Etwa 53 % der Gemeindefläche sind bewaldet, 47 % dienen dem Ackerbau.
Das Municipio grenzt an die Municipios Larráinzar, Aldama, Chenalhó, Mitontic, Tenejapa, San Cristóbal de las Casas, Zinacantán und Ixtapa.

## Bevölkerung
Beim Zensus 2010 wurden im Municipio 76.941 Menschen in 16.083 Wohneinheiten gezählt. Davon wurden 69.475 Personen als Sprecher einer indigenen Sprache registriert, davon 65.177 Sprecher des Tzotzil. Mehr als 42 Prozent der Bevölkerung waren Analphabeten. 25.029 Einwohner wurden als Erwerbspersonen registriert, wovon knapp 69 % Männer bzw. 2,2 % arbeitslos waren. Knapp 70 % der Bevölkerung lebten in extremer Armut.

## Orte
Das Municipio Chamula umfasst 144 bewohnte localidades, von denen der Hauptort vom INEGI als urban klassifiziert sind. 19 Orte wiesen beim Zensus 2010 eine Einwohnerzahl von über 1000 auf, 16 Orte hatten weniger als 100 Einwohner. Die größten Orte sind:
| Ort              | Einwohner |
| Chamula          | 3329      |
| Cruztón          | 1756      |
| Yaltem           | 1664      |
| Chicumtantic     | 1599      |
| Nichnamtic       | 1496      |
| Muquén           | 1480      |
| Majomut          | 1450      |
| Saclamantón      | 1348      |
| Catishtic        | 1319      |
| Romerillo        | 1310      |
| Cuchulumtic      | 1275      |
| Narváez          | 1207      |
| Bautista Chico   | 1173      |
| Las Ollas        | 1165      |
| Macvilho         | 1142      |
| Tentic           | 1121      |
| Arvenza Uno      | 1107      |
| Pugchén Mumuntic | 1046      |
| Tzontehuitz      | 1004      |
| Epalchén         | 0985      |